# جايا (الهند)
جايا رمزها «GA» (بالإنجليزية: Gaya)‏ ، هو تقسيم إداري لدولة الهند تتبع ولاية بيهار (بالإنجليزية: Bihar)‏ ، مركزها هو مدينة جايا (الهند) (بالإنجليزية: Gaya)‏ عدد سكانها حسب تعداد سنة 2001 هو 4,379,383 ، مساحتها 4,978 كم² وكثافة السكان 880 لكل كم² .